# Am Spiegelgrund

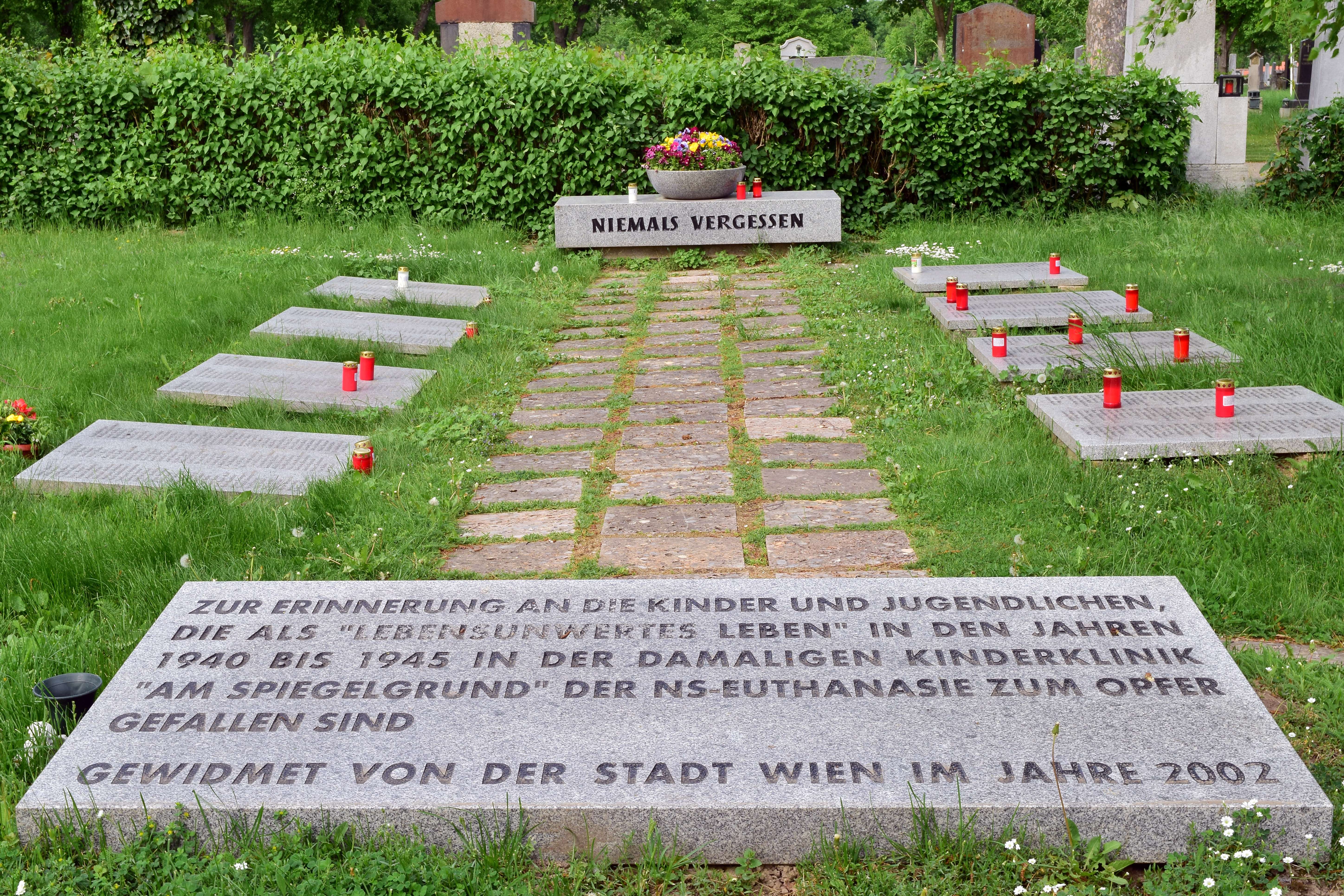
Grabstelle der Kindereuthanasie-Opfer am Wiener Zentralfriedhof

Am Spiegelgrund war von 1940 bis 1945 eine Jugendfürsorgeanstalt auf dem Anstaltsgelände der Heil- und Pflegeanstalt „Am Steinhof“ (der heutigen Klinik Penzing) auf der Baumgartner Höhe in Wien. Diese teilte sich in ein Erziehungsheim und eine „Nervenheilanstalt für Kinder“, zu der auch eine sogenannte Kinderfachabteilung gehörte, in der kranke, behinderte und „nicht erziehbare“ Kinder und Jugendliche medizinischen Versuchen ausgesetzt und gequält wurden. Mindestens 789 von ihnen wurden ermordet. Heute gilt der Name Am Spiegelgrund als Synonym für Verbrechen der nationalsozialistischen Medizin und „eine bedrohliche, demütigende, in vielen Fällen auch tödliche ‚Heil‘-Pädagogik“.

## In der Zeit des Nationalsozialismus

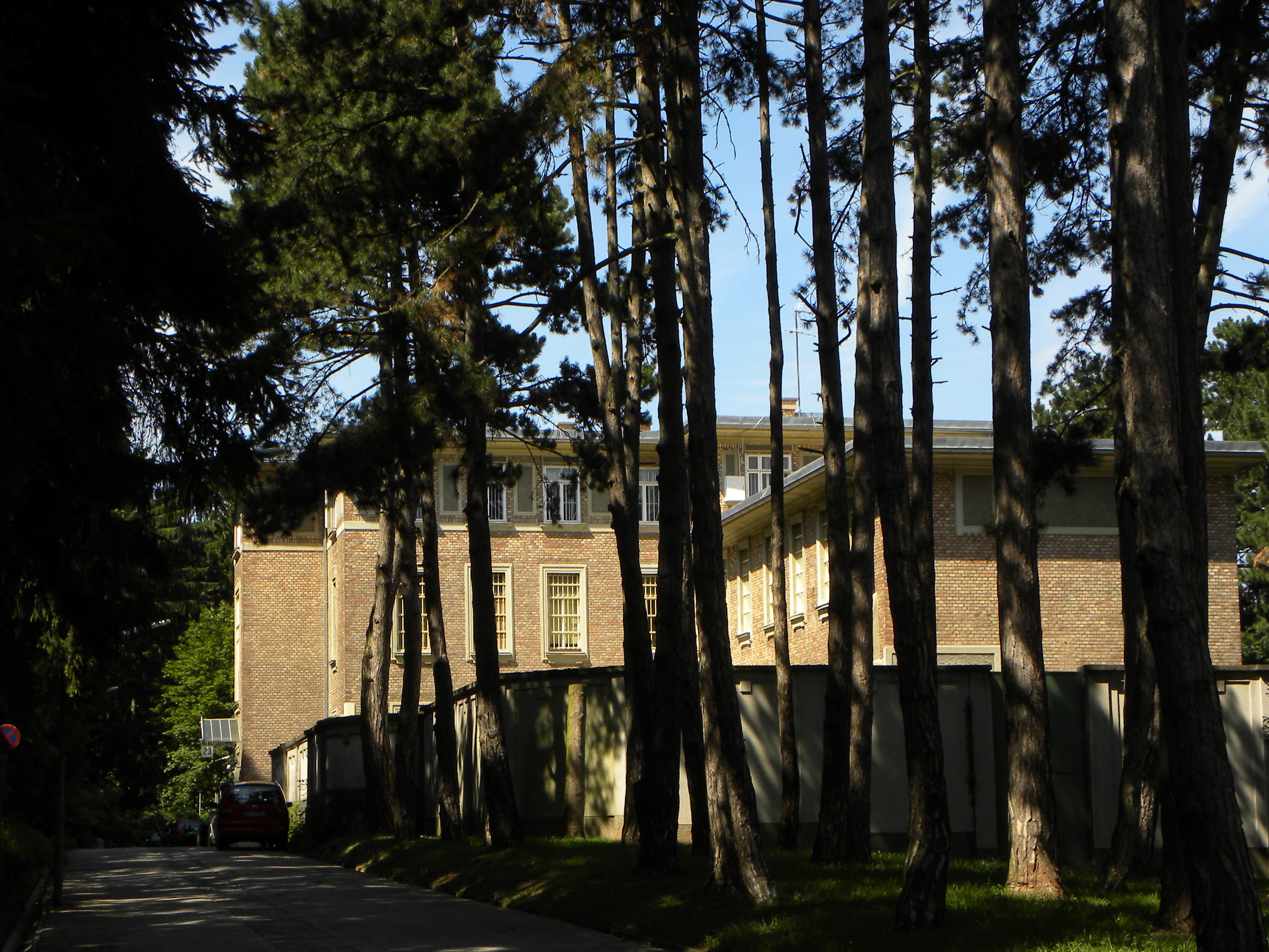
Einer der im Zuge der T4-Aktion leergeräumten Pavillons: Im Pavillon 23 befanden sich gewalttätige männliche Patienten.

Ab dem Frühjahr 1938 wurde ein engmaschiges Netz an Einrichtungen zur Beobachtung, Erfassung, Bewertung, Korrektion und Selektion von Kindern und Jugendlichen, die oder deren Eltern nicht dem Menschenbild vom leistungsfähigen, anpassungsbereiten Volksgenossen entsprachen, aufgebaut. So wurden Ärzte und Hebammen reichsweit durch einen inoffiziellen Runderlass dazu aufgefordert, geistige und körperliche Auffälligkeiten bei Neugeborenen und Kindern an die Gesundheitsämter zu melden. Wie die gesamte NS-Schwesternschaft wurde auch das Personal der Wiener Fürsorge auf Hitler vereidigt und auf anthropologisch-rassistische und rassenhygienische Sichtweise eingestellt (zuvor handelten sie jedoch bereits im biologistischen Sinn, d. h., es war lediglich eine drastische Verschärfung der gewohnten Praxis). Es genügte schon, wenn ein Verwandter Alkoholiker war; denn Alkoholismus zählte zu den Erbkrankheiten, die „ausgemerzt“ werden sollten. Für die „erbbiologische Bestandsaufnahme“ wurden systematisch Daten all jener, die mit Gesundheits- oder Fürsorgeeinrichtungen in Kontakt kamen, in der „Erbkartei“ erfasst und damit „Sippenkarten“ erstellt. Neben Krankengeschichten wurden darin insbesondere auch Schulbewertungen, Arbeitgeberauskünfte und Strafregisterauszüge ausgewertet. Allein die über 100 Wiener Mutterberatungsstellen erfassten im Jahr 1941 in Wien 72 % der Neugeborenen noch im ersten Lebensjahr. Insgesamt wurden Karteien mit Daten von über 700.000 Wienern angelegt, dafür wurden eigens 70 Personen angestellt.

### Aktion T4
Die Einrichtung der Jugendfürsorgeanstalt Am Spiegelgrund wurde erst möglich, nachdem etwa 3200 bzw. zwei Drittel der Patienten der psychiatrischen Heil- und Pflegeanstalt im Zuge der Aktion T4 abtransportiert und die Pavillons dadurch geleert wurden. Die Patienten wurden, teilweise nach einem Zwischenstopp in den Anstalten Niedernhart bei Linz oder Ybbs an der Donau, in die Tötungsanstalt Hartheim überstellt und dort vergast. Umgekehrt war der Steinhof wahrscheinlich Zwischenstation für Patienten anderer Anstalten, wie z. B. dem Versorgungsheim Lainz. Die Zwischenverlegungen dienten dazu, die Angehörigen der Patienten zu täuschen. Sowohl die Auswahl der Patienten (rein anhand der Patientendaten mit „+“ oder „-“, ohne die Menschen vorher gesehen zu haben) als auch die Organisation und Durchführung der Aktion erfolgten durch die von Werner Heyde zusammengestellte Kommission der Berliner T4-Zentrale. Die Anstalten selbst wurden nur informiert, dass es „aus Gründen der Reichsverteidigung“ erforderlich sei, „in nächster Zeit in großem Umfang Verlegungen von Anstaltsinsassen der Heil- und Pflegeanstalten vorzunehmen“.
Der Anstaltsleiter, Alfred Mauczka, wusste nichts von den Mordplänen. Er protestierte jedoch direkt beim Abtransport gegen Transportpläne dieses Ausmaßes, da er Angst hatte, durch den Wegfall der Pfleglingsarbeiter könne der Anstaltsbetrieb nicht aufrechterhalten werden, der durch die Einberufung vieler Pfleger ohnehin schon am Rand des Zusammenbruchs stand. Nach einem Blick in die Krankengeschichten stellte der Transportleiter fest, dass die betreffenden Patienten sehr wohl arbeitsfähig waren. Die betreffenden Waggons wurden schließlich in Linz abgehängt und wieder zurückgeschickt. Dies erklärt wahrscheinlich, warum nur 0,2 Prozent der aus Steinhof Deportierten Alkoholiker waren. Zudem haben auch einige Anstaltsärzte versucht, Abtransporte durch Querverlegungen innerhalb der Anstalt zu verhindern oder so weit hinauszuzögern, dass die betreffenden Patienten von ihren Angehörigen in häusliche Pflege übernommen werden konnten, was in einigen Fällen gelungen ist.
Am 23. Juli 1940 protestierte die Wiener Krankenschwester Anna Wödl, Mutter von Alfred Wödl, einem in der Jugendfürsorgeanstalt Am Spiegelgrund ermordeten, behinderten Kind, vergeblich bei Herbert Linden gegen den Abtransport der Steinhof-Pfleglinge. Auch deren Angehörige regte sie zu Protestschreiben an, woraufhin in Berlin „Wäschekörbe voll Post“ eingingen. Demonstrationen vor der Anstalt gegen die Transporte wurden von Polizei und SS beendet. Nach einem weiteren Transport am 30. August 1940 kritisierte und verurteilte die illegale Grazer KPÖ um Herbert Eichholzer in einem Flugblatt die Transporte und Ermordungen der Steinhof-Pfleglinge. Auch Hans Asperger, der bekannte österreichische Kinderarzt und Jugend-Autismus-Forscher, überantwortete Fälle der von ihm untersuchten Kinder dem Euthanasie-Programm Am Spiegelgrund, wobei seine zum Teil vernichtenden und überaus harten Evaluierungen direkt zur Ermordung der Kinder führten.

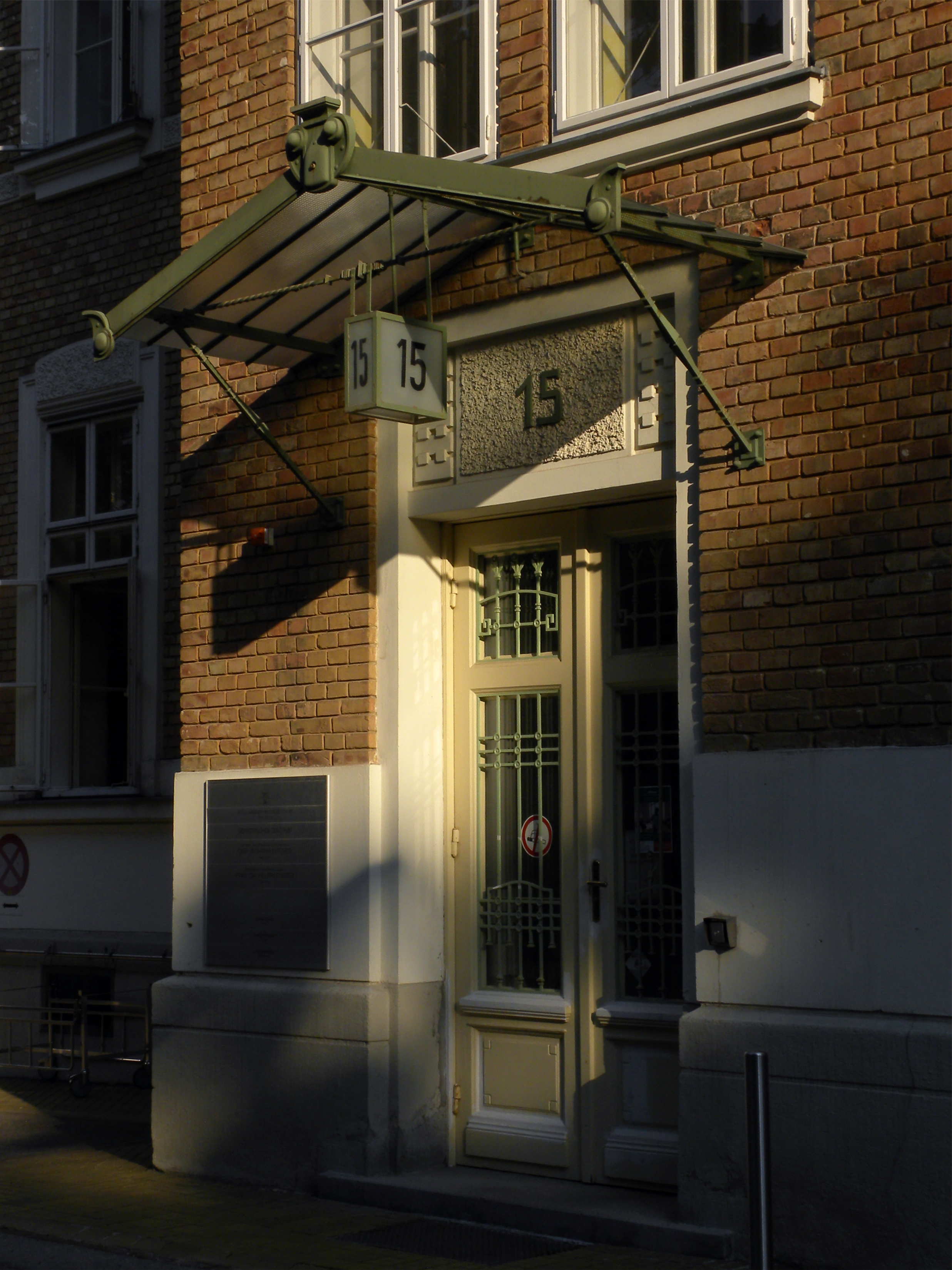
Der Eingang des Pavillon 15, der ehemaligen „Kinderfachabteilung“

### Fürsorgeanstalt Am Spiegelgrund und Kinderfachabteilung
Mit 24. Juli 1940 nahm die „Wiener städtische Fürsorgeanstalt Am Spiegelgrund“ in den Pavillons 1, 3, 5, 7, 9, 11, 13, 15 und 17 mit insgesamt 640 Betten ihren Betrieb auf. Auf den Spiegelgrund „übersiedelten“ damit auch die heilpädagogische Abteilung des Zentralkinderheims und die darin seit 1934 untergebrachte „Schulkinder-Beobachtungsstation“. Pavillon 17 war für Kinder und Jugendliche, die, wie es beschönigend hieß, „zur Beobachtung auf ihre Erziehbarkeit da waren“. Im offiziell als „Säuglingsstation“, inoffiziell als „Reichsausschussabteilung“ bezeichneten Pavillon 15 wurde eine Kinderfachabteilung eingerichtet, die die zweite ihrer Art im Deutschen Reich war. Administrativ unterstand die Jugendfürsorgeanstalt dem Referat „Ausmerzende Maßnahmen“ der Abteilung „Erb- und Rassenpflege“ des Hauptgesundheitsamtes in Wien, die Kinderfachabteilung hingegen dem „Reichsausschuss zur wissenschaftlichen Erfassung von erb- und anlagebedingten schweren Leiden“ in Berlin, der anhand der eingehenden Meldungen über Leben und Tod der Kinder entschied. Lautete die Anweisung „Behandlung“, bedeutete dies meist einen langsamen, qualvollen Tod des Kindes. Als administrativer Leiter der Fürsorgeanstalt wurde der Heilpädagoge Franz Winkelmayer eingesetzt, der bis 1922 die Erziehungsberatung im Roten Wien innehatte und sich bereits damals für ein „Sichten“ der Kinder aussprach.
Im März 1942 wurde die Anstalt in „Heilpädagogische Klinik der Stadt Wien Am Spiegelgrund“ umbenannt. Nachdem wenige Monate später die Hauptabteilung „Jugendwohlfahrt und Jugendpflege“ entstanden war, wurden dieser am 16. Juni 1942 „vorübergehend“ die Pavillons 1, 3, 5, 7, 9, 11 und 13 „zur Führung einer Erziehungsanstalt“ übergeben. Leiter der Erziehungsanstalt wurde mit 1. Juli 1942 Hans Krenek, der bis dahin pädagogischer Leiter war. Dieser führt im selben Jahr in einem Artikel aus:

„Die Fürsorgeanstalt „Am Spiegelgrund“ hat die Aufgabe, alle psychisch auffallenden Kinder und Jugendlichen vom Säuglingsalter bis zum Erreichen der Volljährigkeit nach genauester Beobachtung und Prüfung ihrer psychischen und physischen Kenntnisse und Fähigkeiten nach erfolgter Begutachtung in die für sie entsprechende Anstalt bzw. Pflegestelle einzuweisen. Außerdem sollen die hiebei gewonnenen Erfahrungen für spätere wissenschaftliche Arbeiten gesammelt werden. […] Alle Durchzugsgruppen, im besonderen aber die Säuglings- und Kleinkinderabteilung, dienen in erster Linie Beobachtungs- und Begutachtungszwecken und haben außerdem die Aufgabe, sowohl in medizinisch-psychologischer als auch in erbbiologischer und psychiatrischer Hinsicht das gesamte zur Verfügung stehende Zöglingsmaterial zu erfassen und einer späteren wissenschaftlichen Verarbeitung zuzuführen.“

Die Pavillons 15 und 17 wurden mit 1. Juli 1942 dem Anstaltenamt als „Anstalt zur Aufnahme und Beobachtung von psychisch abwegigen Kindern und Jugendlichen jeder Art und Stufe“ unterstellt und mit 11. November 1942 in „Wiener städtische Nervenklinik für Kinder“ umbenannt. Mit den häufigen Umbenennungen versuchte man eine Spezialklinik vorzutäuschen, in der kranke, behinderte, und vermeintlich erblich belastete Kinder und Jugendliche behandelt würden.
Zwei Drittel der in die Kinderfachabteilung eingewiesenen Kinder befanden sich bereits zuvor in öffentlichen Pflegeeinrichtungen, nur ein Drittel kam direkt aus dem Elternhaus in die Anstalt. Vierzig Prozent wurden bereits mit negativen ärztlichen Gutachten wie „bildungsunfähig“, „geistig minderwertig“ etc. eingewiesen. Von 24. Juli 1940 bis 23. Juli 1941 wurden insgesamt 1583 Kinder aus Wiener Erziehungsheimen auf den Spiegelgrund überstellt, für die weiteren Jahre gibt es dazu keine Angaben.

#### Das leitende Personal und die Patientenmorde

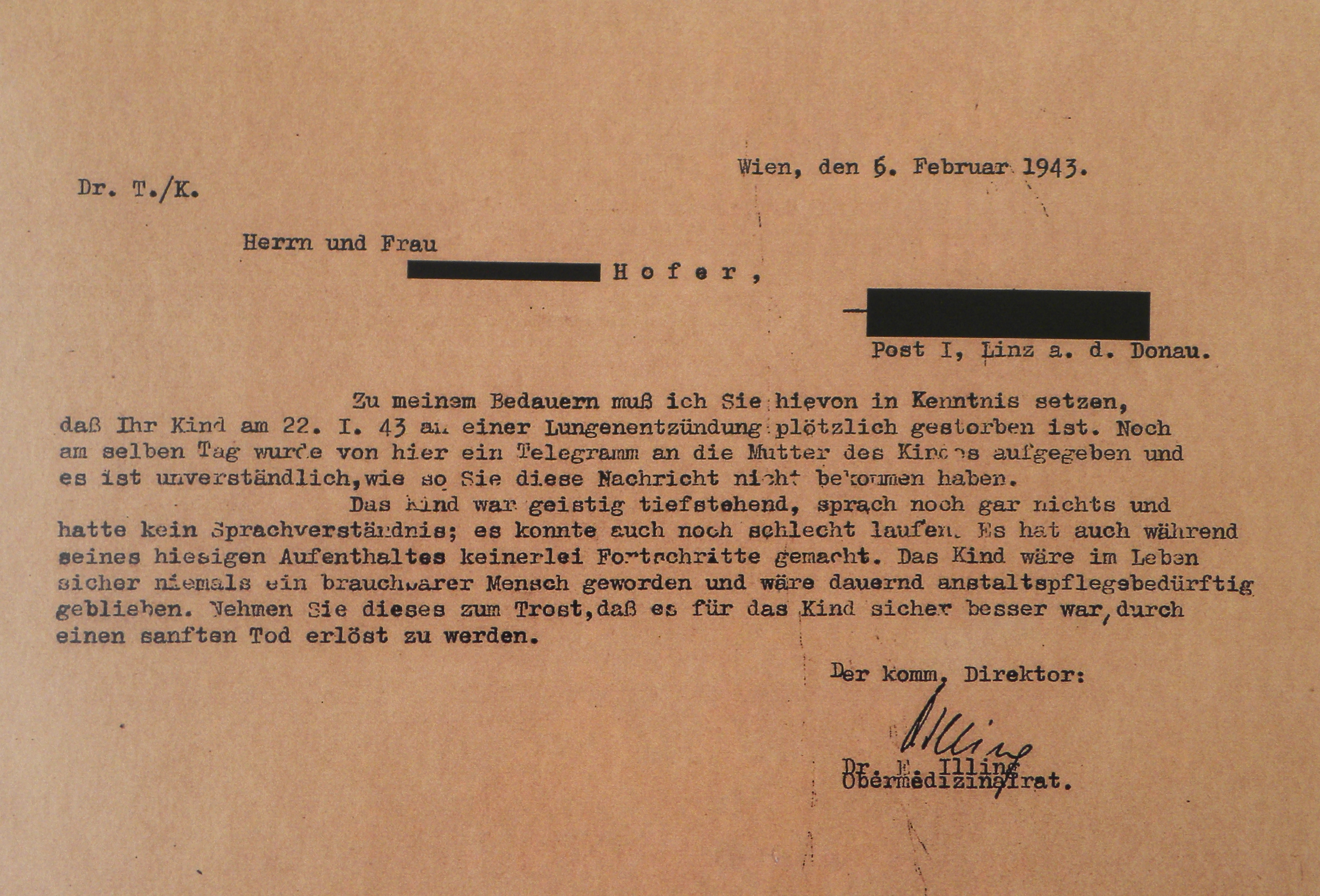
Brief an die Eltern eines der in der Kinderfachabteilung ermordeten Kinder

- Ärztlicher Leiter der Nervenklinik war vom 24. Juli 1940 bis Jänner 1942 Erwin Jekelius, der im Oktober 1940 als einer von 30 Teilnehmern an einer Konferenz über das „Euthanasie“-Gesetz nachgewiesen ist. Im September 1941 wurden von der Royal Air Force Flugblätter abgeworfen, die über die Mordtaten von Jekelius aufklärten.[8]
- Für ein halbes Jahr folgte ihm der an der Aktion T4 maßgeblich beteiligte Hans Bertha.
- Mit 1. Juli 1942 übernahm die Leitung Ernst Illing, der zuvor bereits als Oberarzt in der ersten Kinderfachabteilung bei Hans Heinze in der Landesanstalt Brandenburg-Görden tätig war.
- Als Leiter des Pavillon 15 fungierte ab November 1940 Heinrich Gross, der ebenfalls bei Hans Heinze ausgebildet wurde und für die meisten Morde verantwortlich war. Ab Juli 1942 gab er eine Hälfte der „Säuglingsabteilung“ an Marianne Türk ab und behielt die Leitung für die andere Hälfte bis Ende März 1943. Zu diesem Zeitpunkt wurde er einberufen, es ist jedoch erwiesen, dass er auch im Sommer 1944 an der Anstalt tätig war. Der nie rechtskräftig verurteilte Arzt verwendete die entnommenen Gehirne der Kinder noch viele Jahre nach dem Krieg für seine „Forschungen“.
- Die Oberärztin Margarethe Hübsch gab auf Anordnung ebenfalls tödliche Injektionen an Kinder ab.
- Auch Krankenschwestern wie Anna Katschenka mordeten auf Befehl.
- Der österreichische Psychoanalytiker Igor Alexander Caruso war im Jahr 1942 als Erzieher und psychologischer Gutachter in der Einrichtung tätig.

Zum Zweck der Einweisung unternahmen die Ärzte des Spiegelgrunds regelrechte Selektionsreisen. Erwin Jekelius berichtete im Sommer 1941 an das Anstaltenamt:

„Hiezu möchte ich bemerken, daß […] gemäß meinem Auftrage, die Sonderanstalten für psychisch abwegige Kinder und Jugendliche zu besuchen und die Pfleglinge dort zu begutachten, eine ganze Reihe von derartigen Untersuchungen durch mich stattgefunden haben. So wurde von mir auch die Anstalt Biedermannsdorf mehrere Male aufgesucht und die nicht dorthin gehörigen Kinder und Jugendlichen zur Verlegung in die für sie zuständigen Sonderanstalten beantragt […]. Montag, den 14. ds. beabsichtige ich nach Tatzenbach hinauszufahren, um […] die dortigen Kranken zu begutachten. […] Montag den 21. ds. ist die Begutachtung von Zöglingen in Eggenburg geplant.“

Ausgewählt wurden die Kinder vor allem nach volkswirtschaftlichen Kriterien. Lautete die Diagnose „bildungsunfähig“, war also kein gesellschaftlicher Nutzen zu erwarten, bedeutete dies zumeist das Todesurteil. Von den Ärzten, statistisch allen voran Heinrich Gross, gefolgt von Marianne Türk, wurden mindestens 789 Kinder getötet: mittels Schlafmitteln („Luminal“), Wirksamkeitstests von Impfstoffen gegen Tuberkulose (für die die Kinder künstlich mit Tuberkulose-Erregern infiziert wurden), klinischen Untersuchungen wie der immer schmerzhaften und manchmal tödlichen Pneumencephalographie, durch Folter oder einfach, indem man sie verhungern ließ. Um das Bild nach außen zu wahren, tötete man die Kinder nicht sofort, sondern verschlechterte ihren Zustand nach und nach. Die Eltern, die bei der Einweisung eine Erklärung zur Übernahme der Kosten für Verpflegung und Untersuchungen unterschreiben mussten, wurden zunächst über eine Verschlechterung des Gesundheitszustandes informiert, danach schrieb man ihnen, das Kind wäre sanft hinübergeglitten, und stellte den Tod des Kindes als Erlösung dar.
Von den 789 verzeichneten Tötungen fanden 19 noch im Jahr 1940 statt, 94 im Jahr darauf. Im Jahr 1942 stieg die Zahl auf 101 und erreichte 1943 ihren Höhepunkt von 274 ermordeten Kindern. Das Jahr 1944 brachte 161 und 1945 bis Kriegsende immer noch 50 Kindern den gewaltsamen Tod.

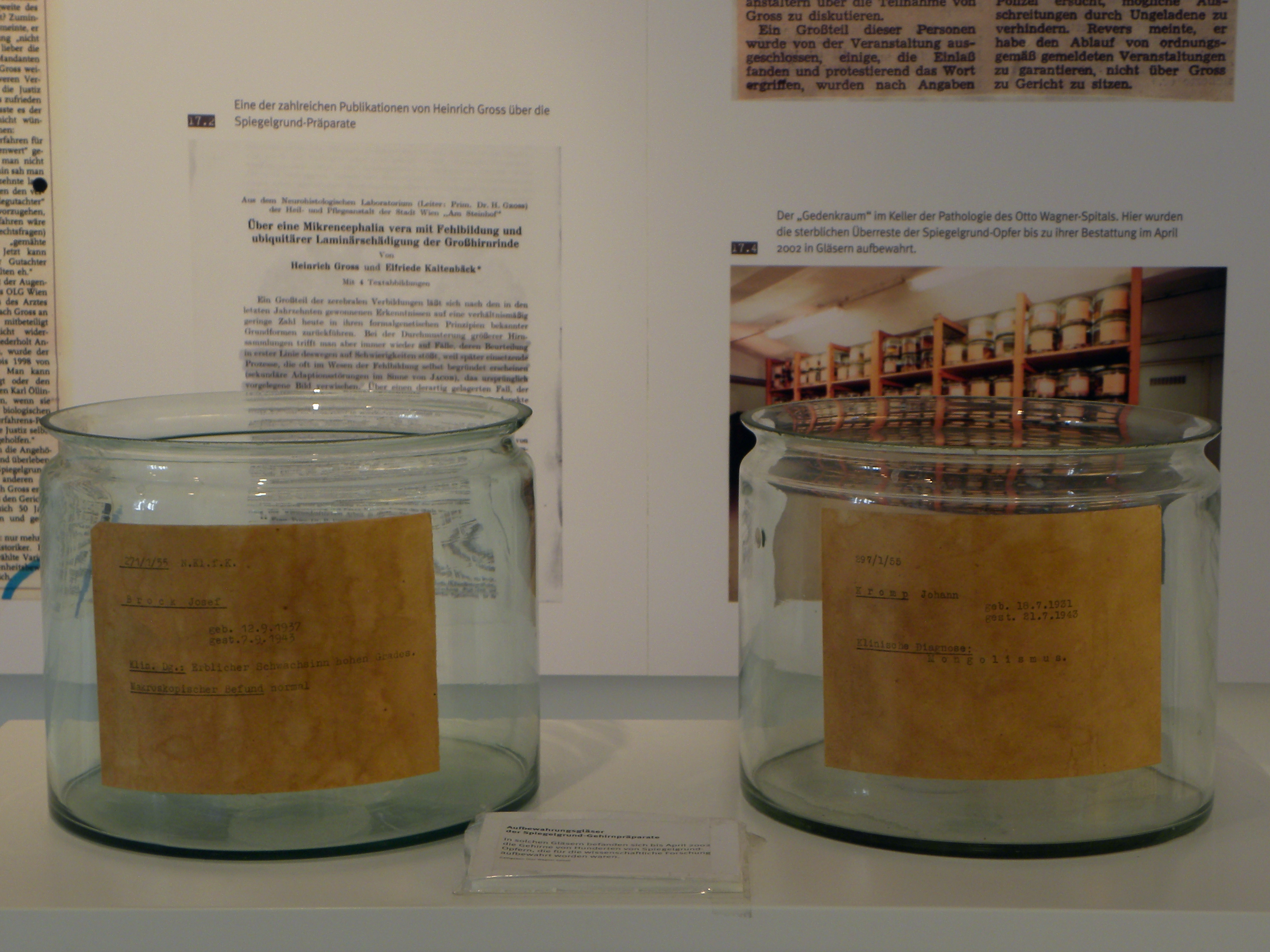
In solchen Gläsern wurden die Gehirne der ermordeten Kinder aufbewahrt.

Nach ihrem Tod wurden den Kindern in der Pathologie von Barbara Uiberrak Gehirne und Rückenmarksstränge entnommen und für spätere Forschungen aufbewahrt. Mittels der Sippenforschung wurde versucht, ebenfalls „belastete“ Verwandte als neue Opfer ausfindig zu machen. Im Fall der Wirksamkeitstests der Tuberkulose-Impfstoffe wurden die Kinder an der Universitätsklinik unter der Leitung von Elmar Türk mit den Erregern infiziert und in der Kinderfachabteilung getötet. In diesen Fällen wurden die Kinderleichen von Barbara Uiberrak und Elmar Türk gemeinsam in der Prosektur am Steinhof obduziert und untersucht.
Uiberrak will, obwohl jede Leiche von ihr persönlich seziert wurde, nie Hinweise auf unnatürliche Todesursachen festgestellt haben. Weiters meinte sie in ihrer Zeugenaussage vor dem Volksgericht Wien im Jahr 1946:

„Fast jeder der einzelnen Fälle ist wissenschaftlich gesehen hoch interessant. Wir haben „Am Steinhof“ noch alle 700 Gehirne, in den meisten Fällen auch die Drüsen mit innerer Sekretion, fixiert ausgebaut, sodaß sie jederzeit einer wissenschaftlichen pathologischen Untersuchung zugeführt werden können. Ich glaube, daß es lohnend wäre, einige Fälle aus jedem Jahr herauszugreifen.“

Uiberrak war es vermutlich auch, die Heinrich Gross auch zu Zeiten, als er selbst keine Anstellung am Steinhof hatte, Zugang zu den Präparaten verschaffte – etwa für seine 1952 erschienene Arbeit „Zur Morphologie des Schädels bei der Akrozephalosyndaktylie“. Uiberrak war bis in die 1960er Jahre für den gesamten Steinhofer Komplex als Pathologin zuständig.

#### Zeitzeugenberichte und die Beziehungen zwischen Erziehungsheim und Nervenklinik
Die Ärzte der Nervenklinik (Pavillons 15 und 17), insbesondere Heinrich Gross, wurden auch regelmäßig im Erziehungsheim tätig. Kinder wurden von der einen Einrichtung in die andere und selten auch wieder zurück verlegt. Dies geht sowohl aus Krankengeschichten wie auch aus Zeitzeugenberichten hervor, etwa dem von Alois Kaufmann:

„Jede Woche einmal kamen Ärzte mit Anhang in unseren Pavillon. Wir Kinder, verängstigt und eingeschüchtert, standen nun den „Göttern“ gegenüber, die über unser Wohl und Wehe entschieden. Unter leisen Gesprächen wurden den Ärzten von den Erzieherinnen Karteikarten gereicht. Nach der „Kinderbeschauung“ wurden dann meist drei bis vier von uns Kindern abgesondert. Besonders der Oberarzt [gemeint ist Heinrich Gross] zeigte für Kinder mit mißgebildeten Schädeln größtes Interesse. Solche Kinder wurden dann auch außerhalb der üblichen Visiten abgesondert. Niemand von uns wagte es, nach dem Wieso und dem Warum zu fragen. Wir waren meist wie zu Salzsäulen erstarrt.“

Die Pavillons 15 und 17 wurden auch „erzieherisch“ benutzt, um den Willen der Kinder des Kinderheimes zu brechen, wenn sie den Anforderungen der NS-Erziehung nicht entsprachen oder gar rebellierten. Alois Kaufmann zeigt das anschaulich:

„Nur einer blieb angezogen. Er schaute gelangweilt diesem komischen Badebetrieb zu. Machte nicht die geringsten Anstalten, sich auszuziehen und sich unter eine der vielen Brausen zu stellen. »Na, Zisel, brauchst du eine Extra-Einladung?«, rief die Erzieherin Renate Krämer dem baumlangen Kerl zu. Der aber grinste unverschämt und gab seelenruhig zur Antwort: »Ich werde mich dann nackt ausziehen und baden, wenn wir Burschen unter uns sind!« Die Krämer schrie mit aller Lautstärke: »Bade dich, sonst setzt es was!« Zisel grinste und zog sich nicht aus. Als sie ihn unter Androhung von Schlägen aufforderte, das Bad zu verlassen und sich beim Direktor zu melden, drehte Zisel durch. Er wußte: eine Meldung beim Direktor bedeutete schwere Strafen und die »Sonderbehandlungsinjektionen«, die fürchterliche Krämpfe hervorriefen.
Er stürzte sich auf die Verblüffte, die überrascht und völlig hilflos den Attacken des Rasenden ausgesetzt war. Die anderen Zöglinge machten große Augen und grinsten schadenfroh. Wie aus dem Erdboden gewachsen, stand plötzlich der Oberarzt im Baderaum, hinter ihm ein Pfleger, ein Bär von einem Mann. Der sah den Tobenden, packte ihn bei den Schultern und warf ihn zu Boden. Alles ging blitzschnell. Keiner von uns Zöglingen wagte auch nur einen Muckser.
Kurt Zisel wurde weggebracht. Wochen hörten wir von ihm nichts. Keiner von uns wagte, nach seinem Verbleib zu fragen. Die Angst vor dem Pfleger mit den Boxerhandschuhen war uns in die Knochen gefahren.
Eines Tages kam Zisel beim Mittagessen in den Essensraum, setzte sich still und artig nieder. Er verschlang gierig sein Essen. Keiner von uns redete ihn an, und er schwieg wie ein Grab. Auch mein späteres Bemühen, mit ihm Freundschaft zu schließen, schlug fehl. Er starrte oft stundenlang vor sich hin. Er folgte den Erzieherinnen aufs Wort. Seine Augen waren glanzlos. Jeder Funke Rebellion war in dem einstigen Rebellen erloschen.“

Beschimpfungen, Drohungen, Demütigungen, Schläge und Quälereien standen im Erziehungsheim auf der Tagesordnung. Medizinische Strafmaßnahmen fanden auch im als Strafgruppe bezeichneten Pavillon 11, teilweise während zweiwöchiger Einzelhaft, statt. Fluchtversuche oder Widersetzlichkeiten wurden mit verschiedenen Injektionen bestraft, genannt sind etwa eine sogenannte „Schwefelkur“, die zwei Wochen anhaltende, heftige Schmerzen in den Beinen verursachte, sodass eine Flucht unmöglich war, und die "Speibinjektion" mit dem Wirkstoff Apomorphin. Der Überlebende Johann Gross machte diese Speibinjektionen wegen seiner Fluchtversuche mehrmals mit.

„Mir war, als hätte ich einen festen Hieb in den Magen bekommen, alles krampfte sich zusammen, so dass ich kaum atmen konnte. Als dann gleich drauf der Brechreiz einsetzte, war ich schon bei der Klomuschel und weg war mein Frühstück. Immer wieder musste ich würgen und spie hauptsächlich nur mehr Flüssigkeit. So kniete ich bei der Klomuschel, meinte, so viel könne ich doch gar nicht im Magen gehabt haben, wie ich schon herausgespien hatte. Auch die Krämpfe im Magen wollten nicht und nicht aufhören. »So also ist das Sterben«, dachte ich, denn jetzt war ich fest überzeugt, dass mir der Arzt mit seiner Spritze irgendein tödliches Gift injiziert hatte. Als die Magenschmerzen und der Brechreiz nicht nachließen, wäre mir sogar das Sterben schon egal gewesen.“

Weitere Disziplinierungsmittel waren Elektroschocks oder die „Wickelkur“, wobei der Zögling in nasse Leintücher wie eine Mumie eingewickelt auf einer Ambulanzliege festgebunden wurde – so lange, bis die Leintücher von der Körperwärme getrocknet waren. Friedrich Zawrel beschrieb die „Kaltwasserkur“:

„Die Pfleger lassen das Wasser so lange in die Wanne rinnen, bis es eiskalt ist. […] Wenn das Wasser für die Pfleger die richtige Temperatur hat, muss ich hinein; wenn ich zögere, werfen sie mich hinein. Es sind frei stehende Badewannen aus Gusseisen. Zwei Pfleger halten mich, einer bei einer Hand und der zweite bei einem Fuß. Sie tauchen mich unter. Ich habe dazwischen nur ganz kurz Zeit, um Luft zu schnappen. Sie tauchen mich so oft unter, bis ich fast bewusstlos bin. Wie von weit her höre ich, wie sie sagen: „Die Drecksau scheißt sich schon wieder an.“ Sie tauchen mich immer wieder in das schmutzige Wasser. Anschließend werfen sie mich dann auf den Boden, gehen aus dem Raum und lassen mich einfach liegen. Ich erbreche Wasser. Niemand hilft mir. Ich kann nicht gleich stehen, bin unterkühlt, krieche in eine Ecke und reibe mich. Wenn ich wieder trocken bin und mich bewegen kann, ziehe ich meinen Spitalskittel an. Irgendwann kommen sie dann zurück und bringen mich wieder in die Zelle.“

Auch das Sterben im Pavillon 15 blieb vielen Kindern des Erziehungsheimes nicht verborgen, wodurch auf ihnen immer eine traumatisierende Todesbedrohung lastete. Über den für das Buch von Alois Kaufmann namensgebenden „Totenwagen“ berichten die Zeitzeugen übereinstimmend, dass er ihnen unauslöschlich im Gedächtnis geblieben ist. Johann Gross begegnete ihm auf dem Weg zur Schule (die sich in Pavillon 13 befand):

„Einer fuhr mit einem zweirädrigen Karren an unserer Kolonne vorbei. Und in dem Wagerl – lauter kleine Kinder! Wie weggeworfene Puppen lagen sie kreuz und quer, die Glieder oft ganz unnatürlich verrenkt. Die kleinen Körper hatten meist eine ganz eigenartige Farbe. Es war eine Art Rotgrünblau. […] Die Schwester am Ende unserer Kolonne sagte nur: »Ruhe da vorne! Oder will vielleicht jemand von euch mitfahren?«“

## Nachkriegszeit
Die Begutachtungen und Selektionen im Erziehungsheim und in der Nervenheilanstalt für Kinder wurden bis nach Kriegsende fortgeführt. Am 30. Juni 1945 wurde die Nervenklinik für Kinder aufgelöst. Mit 1. Juli 1945 wurde das gesamte Personal von der Heil- und Pflegeanstalt Am Steinhof „in Stand und Gebühr“ übernommen. Der Leiter des Erziehungsheimes, Hans Krenek, übte seine Funktion bis 10. August 1945 aus. 1950 übersiedelte die Heilpädagogische Beobachtungsstation vom Spiegelgrund in das nahe gelegene Schloss Wilhelminenberg. Man könne davon ausgehen, so die „Wilhelminenberg-Kommission“, dass Kinder, die 1950 in das Heim am Wilhelminenberg übersiedelten, jene von der Station am Spiegelgrund kurz zuvor ausgegangene Bedrohung noch als gesellschaftliches Trauma mitbrachten. Mit den Kindern wurden auch Erzieherinnen mitübernommen und diverse Gegenstände aus der Zeit des NSDAP-Regimes in das Heim am Wilhelminenberg übersiedelt. So mussten die Kinder noch jahrelang mit Decken, die die Aufschrift „Spiegelgrund“ trugen, schlafen.

### Forschungen an den Opfern
Heinrich Gross setzte seine Forschungen an den Kinderhirnen fort und publizierte zwischen 1954 und 1978 34 Arbeiten, deren Schwerpunkt weiterhin „angeborene und frühzeitig erworbene hochgradige Schwachsinnszustände“ waren. Teilweise entstanden diese Veröffentlichungen gemeinsam mit Franz Seitelberger, Barbara Uiberrak, Elfriede Kaltenbäck (einer Mitarbeiterin Gross’ im Neurohistologischen Laboratorium, später im Ludwig-Boltzmann-Institut), Hans Hoff und anderen. Auf die NS-Zeit hinweisende Lebens- und Sterbedaten wurden im Allgemeinen vermieden, als Herkunft des „Materials“ wurde die Prosektur des Steinhof angegeben. Die Arbeiten lassen sich in drei Gruppen einteilen:
- Die erste Gruppe umfasst 13 Veröffentlichungen aus den Jahren 1952 bis 1962 über einzelne, Gross interessant erschienene Fälle oder solche, die sich zur Demonstration spezieller Fragestellungen eigneten.
- Zehn Veröffentlichungen aus den Jahren 1956 bis 1978 bilden die zweite Gruppe, die sich mit unspezifischen morphologischen Auffälligkeiten (z. B. Turmschädel) oder mit bestimmten Krankheitsbildern auseinandersetzen. Dafür wurden jeweils bis zu 40 Fälle dokumentiert und (mit einer einzigen Ausnahme) mit Fotos versehen.
- Die dritte Gruppe besteht aus elf statistischen Untersuchungen, deren Grundlage jeweils eine große Zahl an Krankengeschichten und Gehirnpräparaten bildete.

Zudem gab Gross in den 1950er Jahren Leichenteile von rund zwanzig Spiegelgrund-Opfern an das Neurologische Institut der Universität Wien weiter, welche die Grundlage für mindestens zwei Publikationen bildeten. Neben anderen finden sich unter den Autoren wiederum Franz Seitelberger und Hans Hoff. Dieselben Präparate wurden im Weiteren an das Max-Planck-Institut für Hirnforschung weitergegeben, das zu der Zeit unter der Leitung von Julius Hallervorden stand. Weitere zwei Arbeiten wurden 1954 publiziert.
1957 wurde Gross Primarius der 2. Psychiatrischen Abteilung sowie des Neurohistologischen Laboratoriums am Steinhof, in welchem sich die seit 1954 histologisch untersuchten und mit neuen Protokollnummern versehenen Gehirne befanden.
Ab 1968 hatte er die Leitung des neu gegründeten und in den Räumen des Neurohistologischen Laboratoriums am Steinhof untergebrachten „Ludwig Boltzmann-Instituts zur Erforschung der Mißbildungen des Nervensystems“ inne, dessen Aufgabe er folgendermaßen beschrieb:

„Die Prosektur des Psychiatrischen Krankenhauses der Stadt Wien verfügt, soweit dies an Hand der Weltliteratur abgeschätzt werden kann, über das größte Material an Gehirnen mit angeborenen Entwicklungsstörungen und frühzeitig erworbenen Schäden. Die neuropathologische Aufarbeitung und Auswertung dieses einmaligen Materials ist erste Aufgabe des Instituts in den nächsten Jahren.“

Darüber hinaus bestand die Einmaligkeit der Sammlung auch darin, dass Missbildungen bereits in einem Stadium untersucht werden konnten, die unter normalen Umständen – ohne Euthanasie – erst viel später oder gar nicht zum Tod der Patienten geführt hätten. 1981 wurde das „LBI zur Erforschung der Mißbildungen des Nervensystems“ mit dem „LBI für klinische Neurobiologie“ unter diesem Namen zusammengelegt. Die Leitung teilte sich Gross ab diesem Zeitpunkt mit dem Universitätsprofessor Kurt Jellinger.

### Bestattungen
Erst im April 2002 wurden sterbliche Überreste wie Gehirne und Nervenstränge von 789 Opfern auf dem Wiener Zentralfriedhof bestattet.
Vorausgegangen war die Erfassung der Spiegelgrund-Opfer. Leiter des DÖW-Projektes war Wolfgang Neugebauer. Er hatte bereits mehrere Publikationen über Euthanasie in Österreich verfasst.

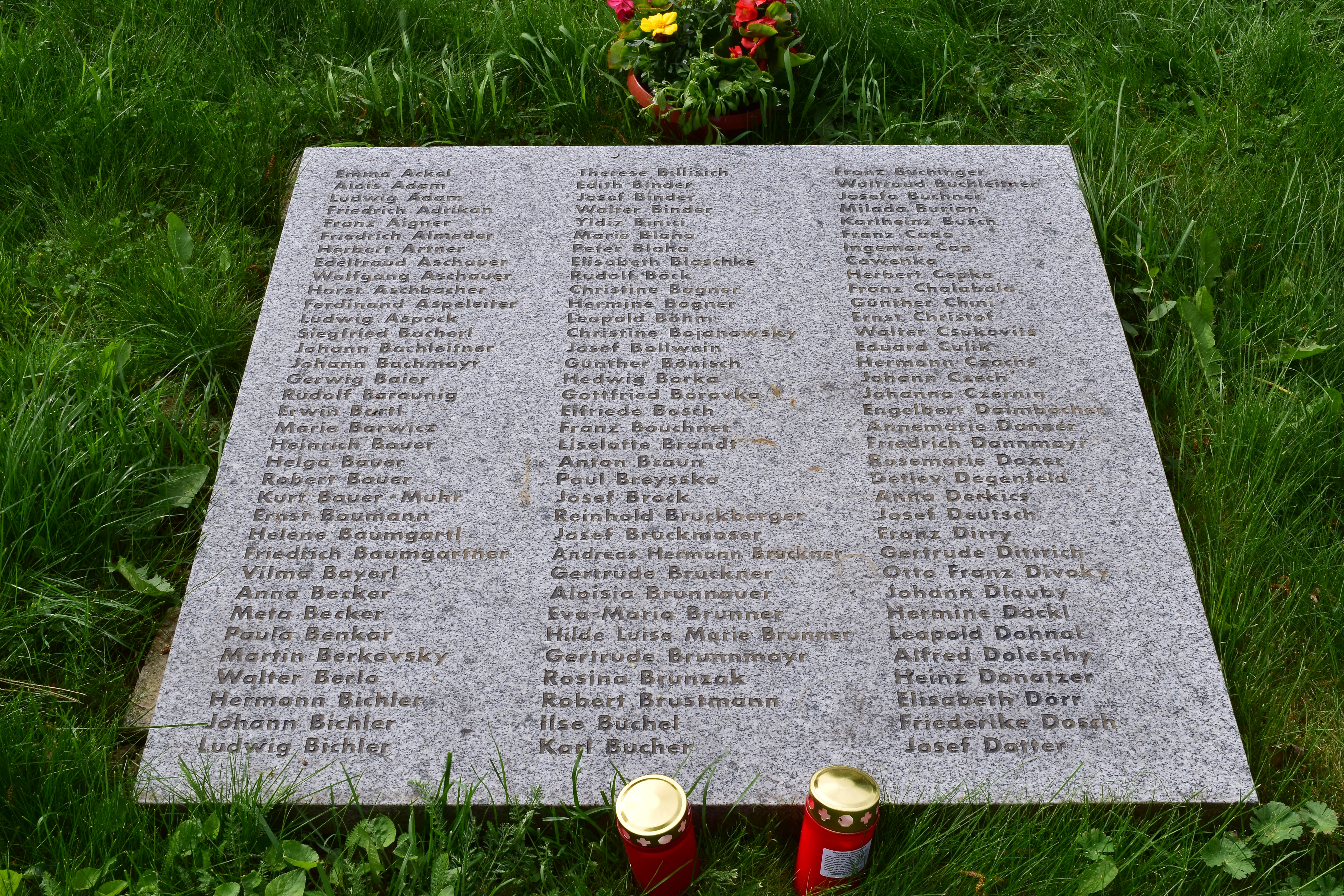
Namen Ackel bis Dotter
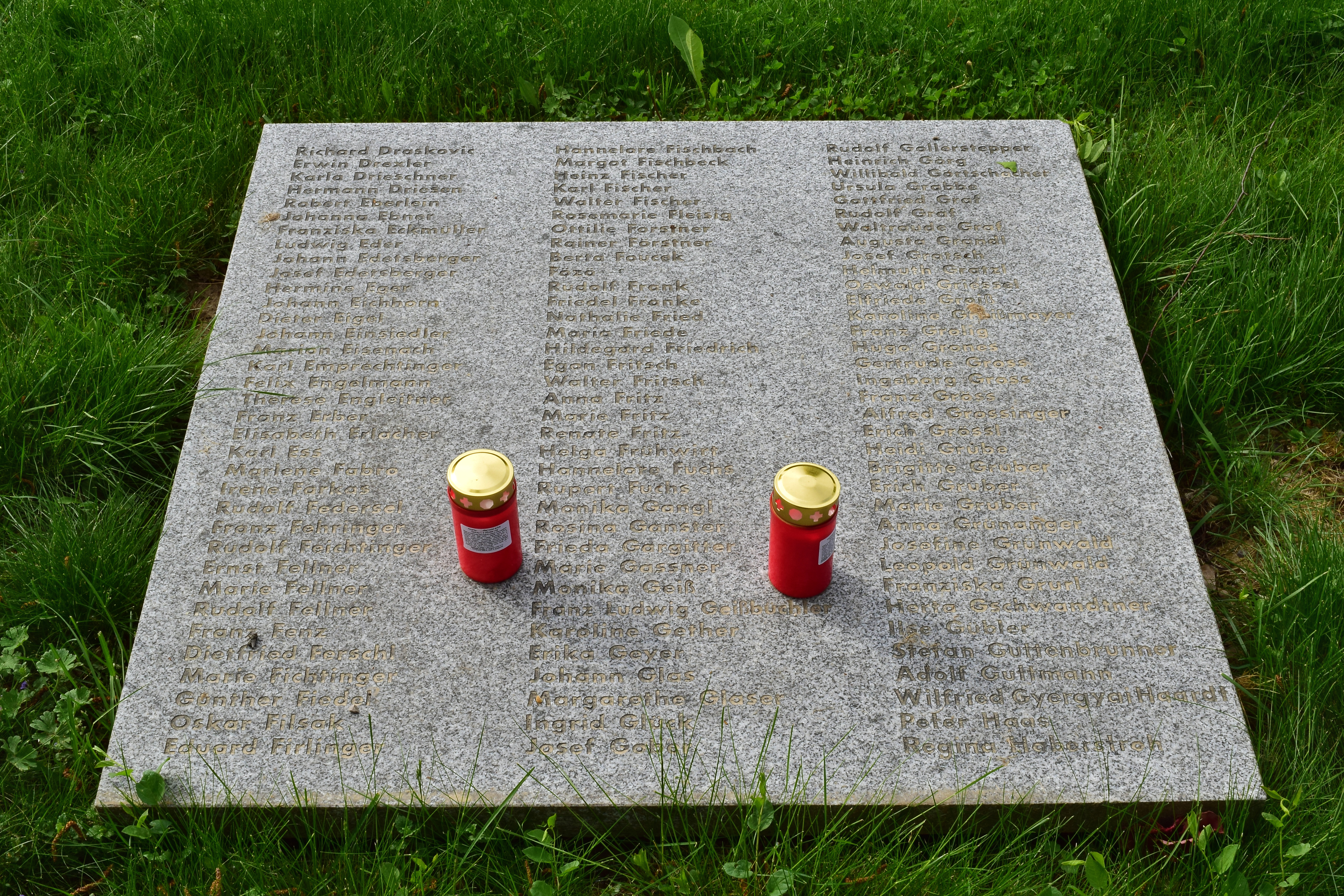
Draskovic bis Haberstroh
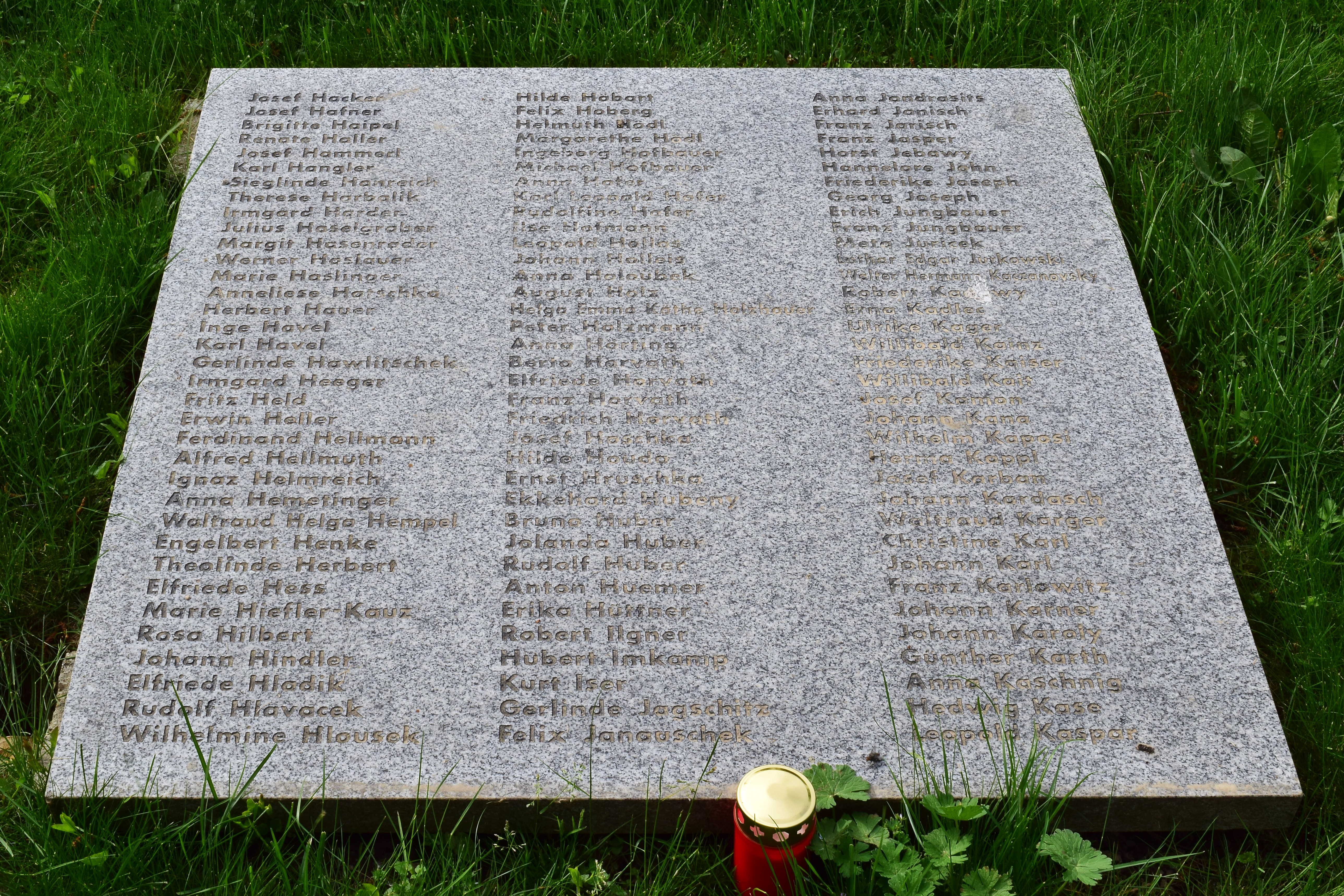
Hacker bis Kaspar
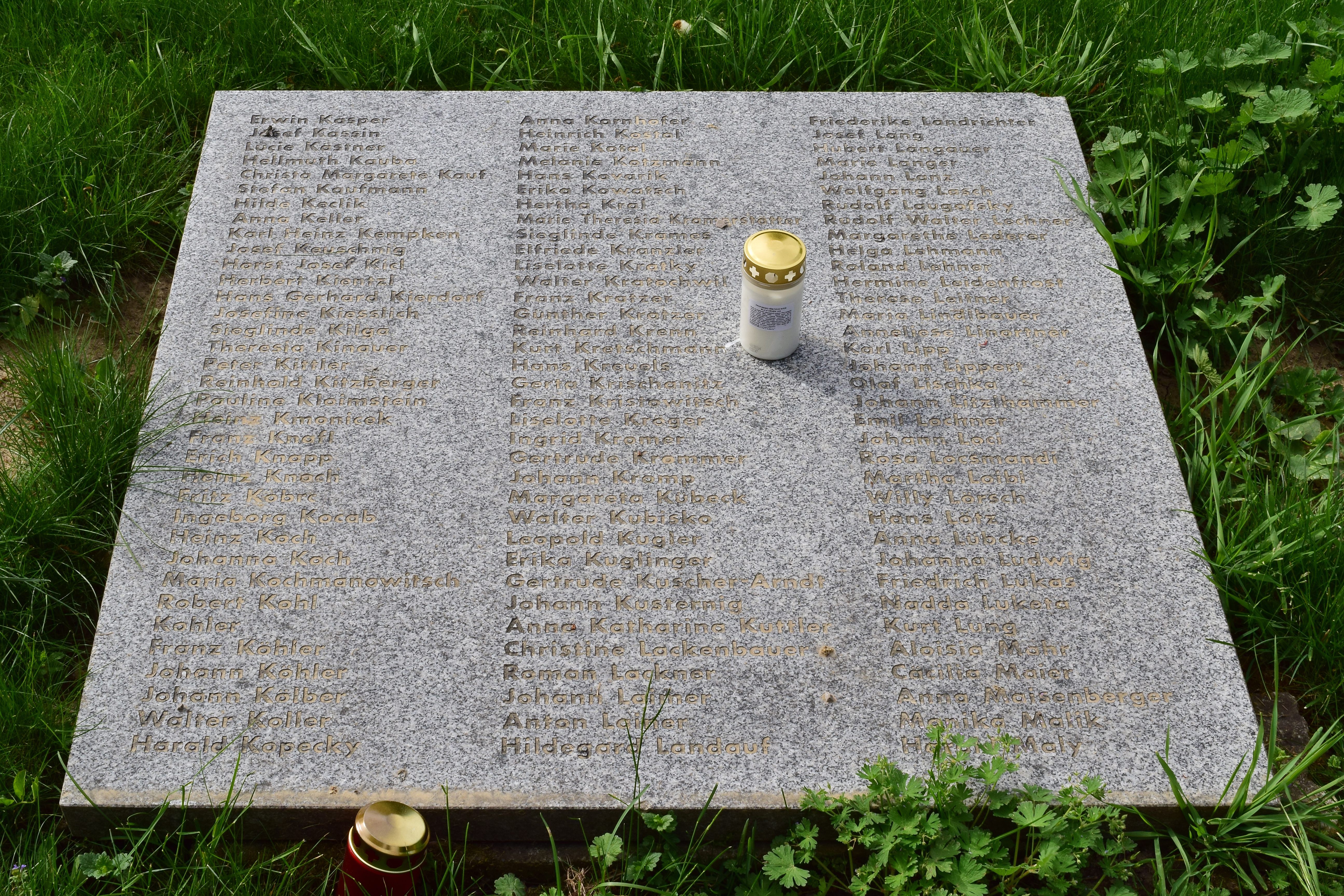
Kasper bis Maly
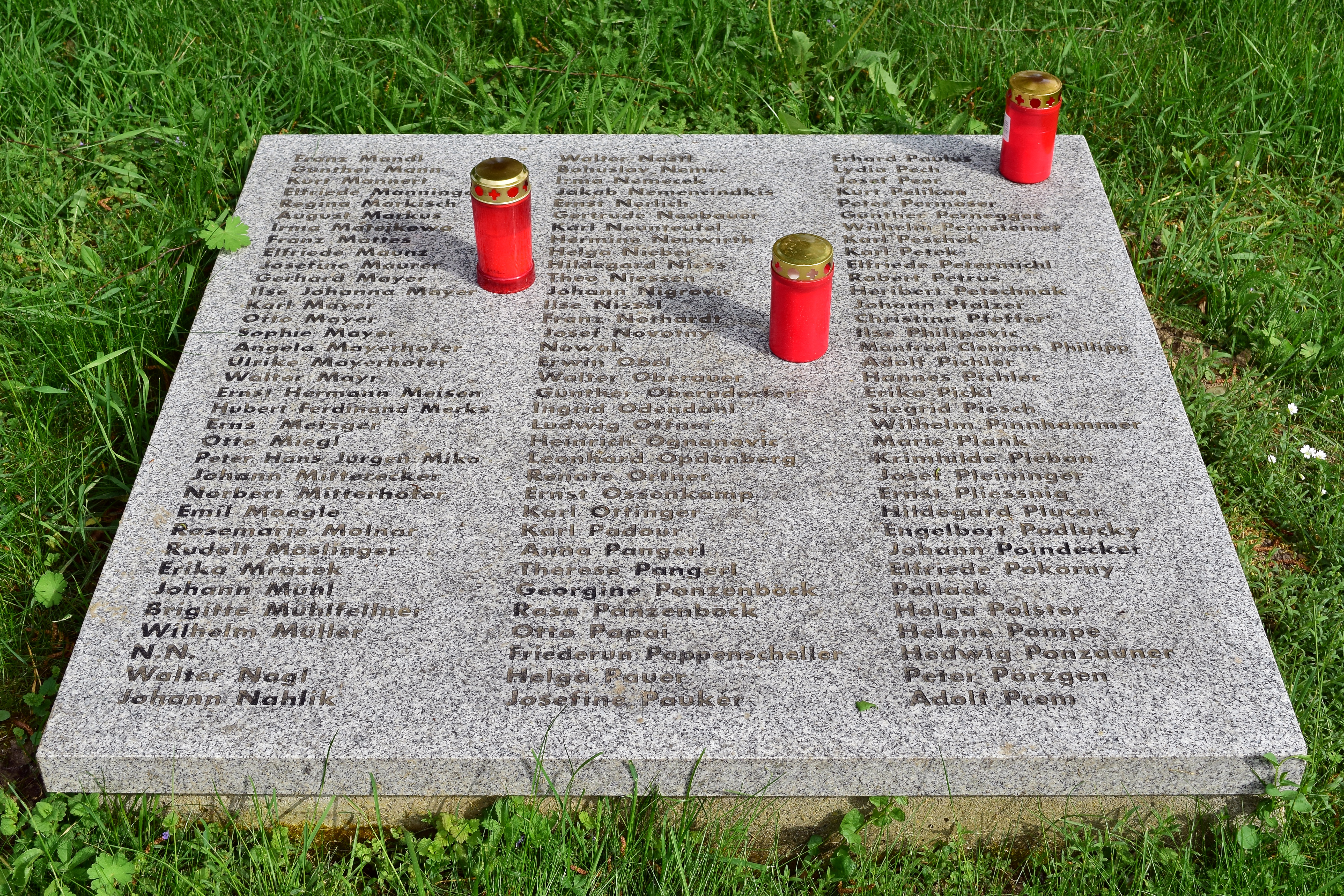
Mandl bis Prem
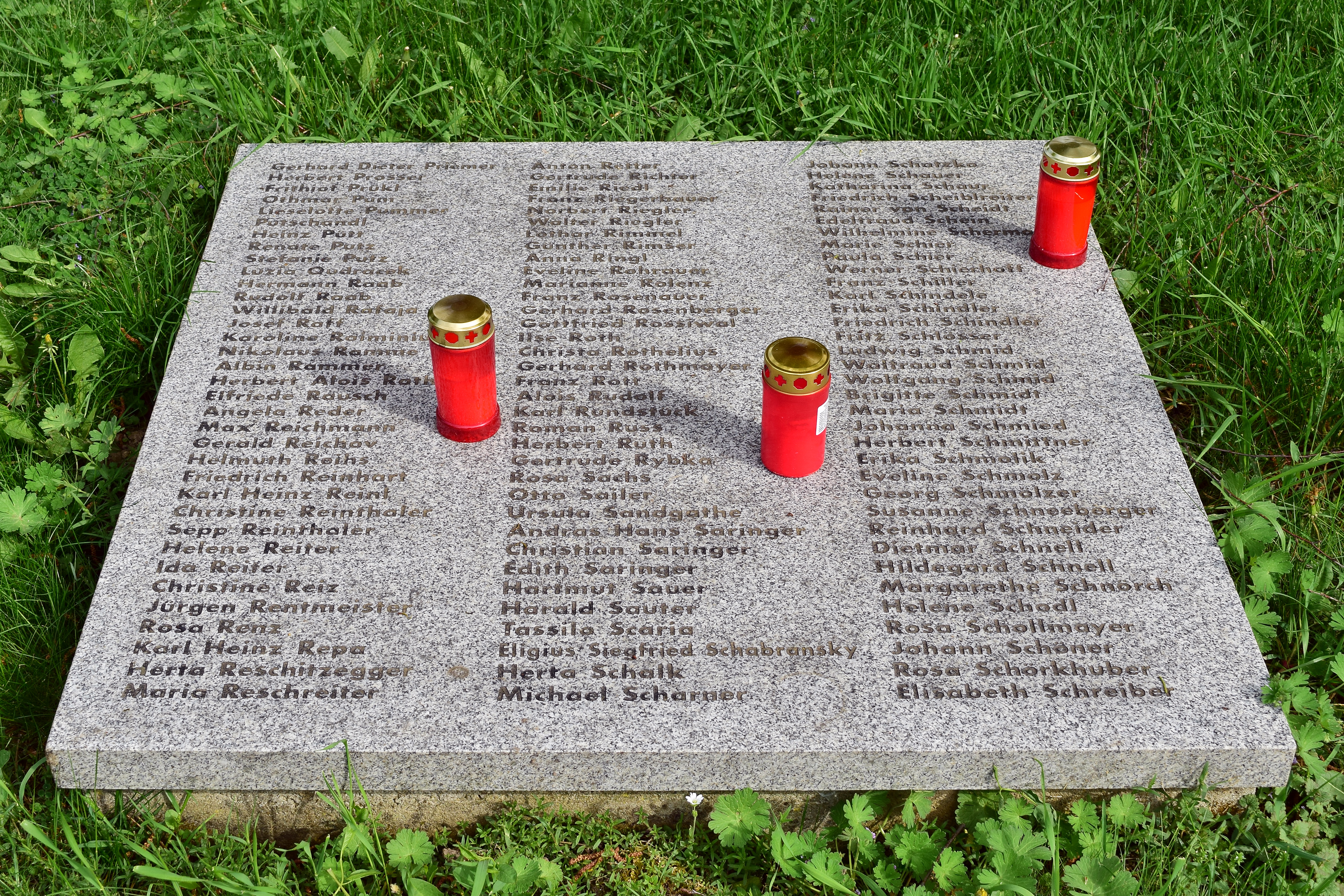
Priemer bis Schreiber E.
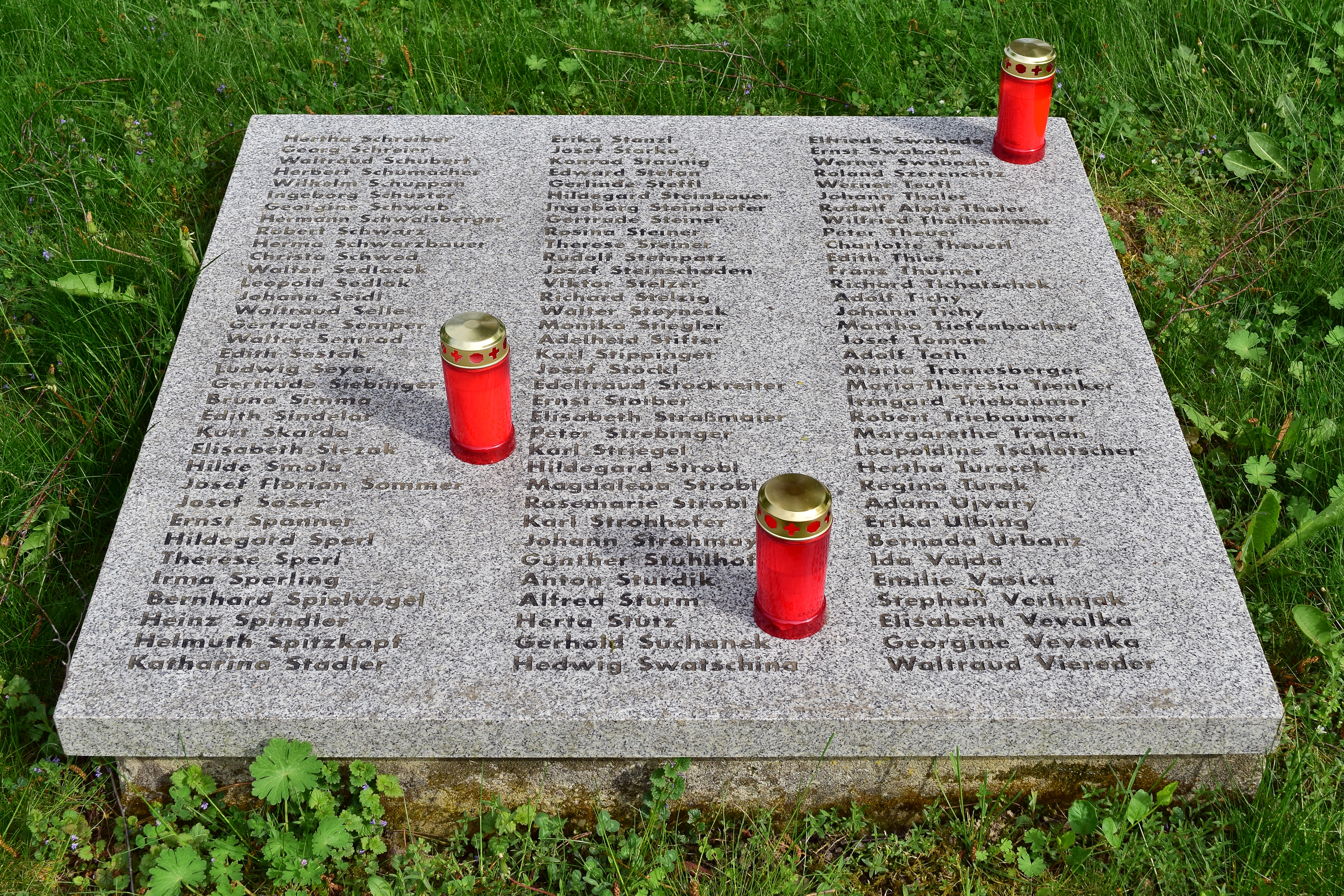
Schreiber H bis Viereder
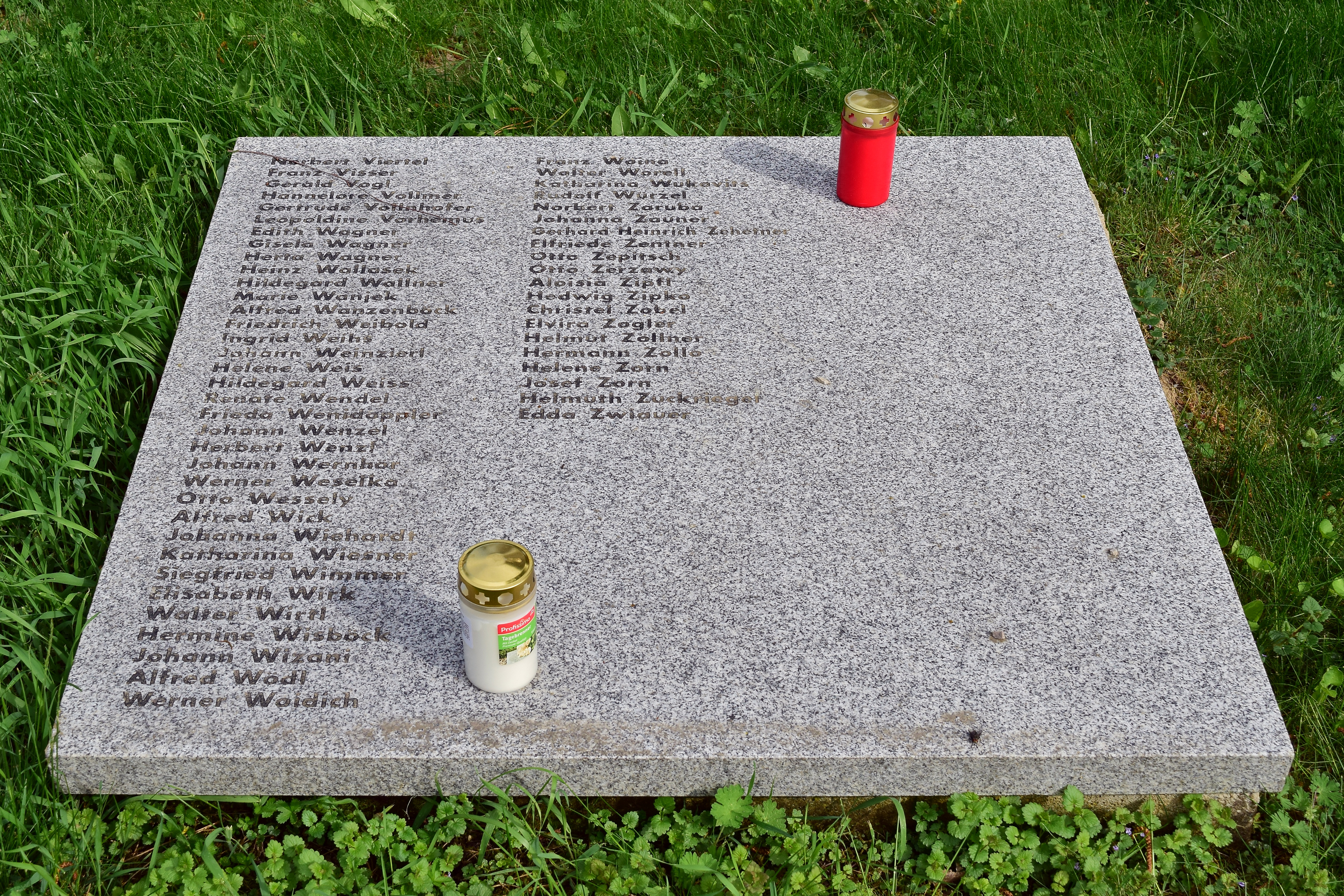
Viertel bis Zwiauer

### Neue Funde
Wolfgang Lamsa vom Dokumentationsarchiv des österreichischen Widerstandes berichtete, dass man nach der Bestattung auf weitere 70 Gehirne gestoßen war. Deren Herkunft konnte man aufgrund der fehlenden Dokumente nicht zuordnen. Lamsa erklärt, dass es vermutlich keine Opfer der Spiegelgrund-Stätte seien, und dass ohne Zuordnung nicht bestattet werden könne: „Darauf hoffen wir aber, damit wir diese Gehirne letztendlich bestatten können“.

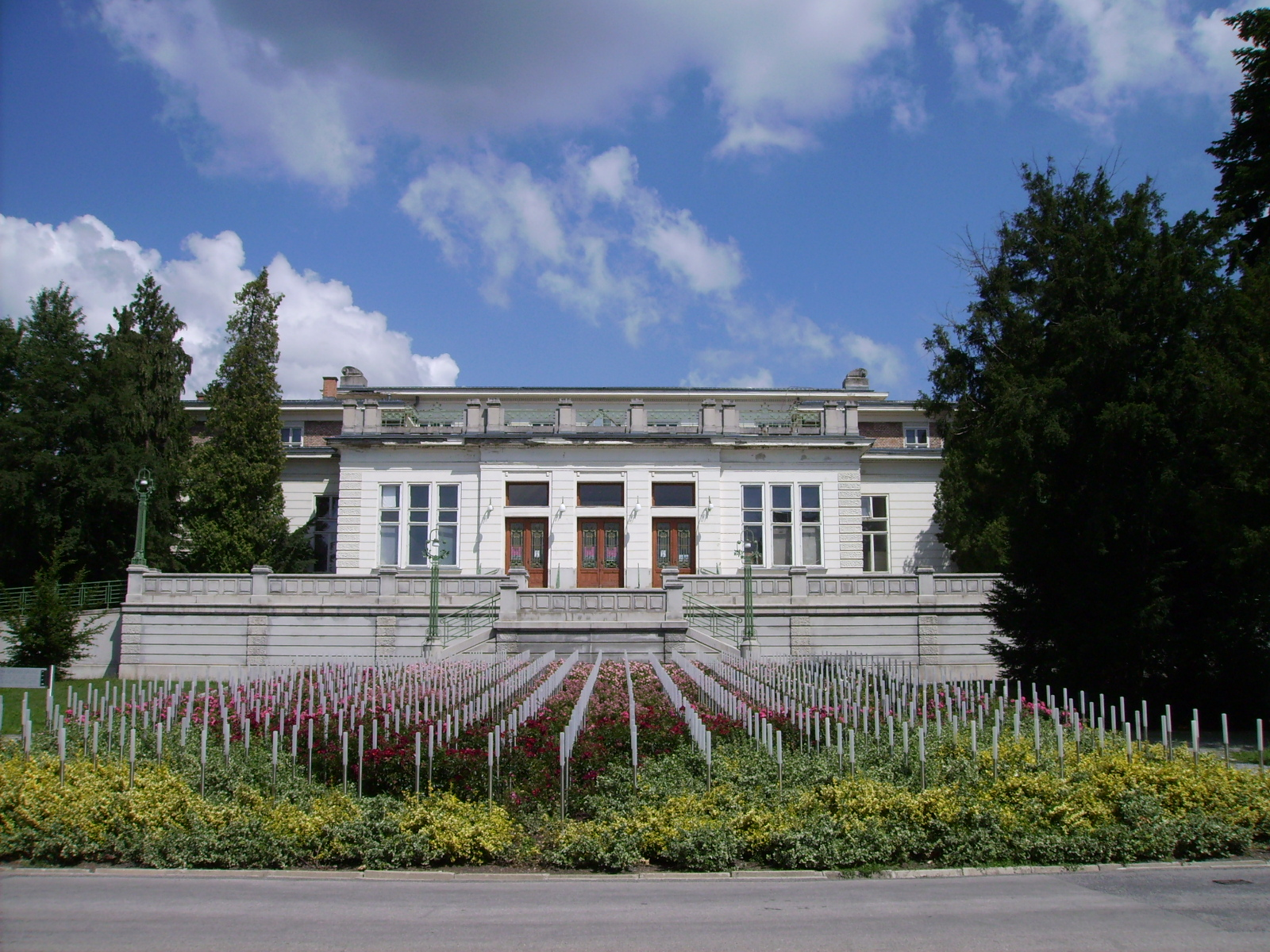
Das Mahnmal für die Opfer vom Spiegelgrund vor dem Jugendstiltheater

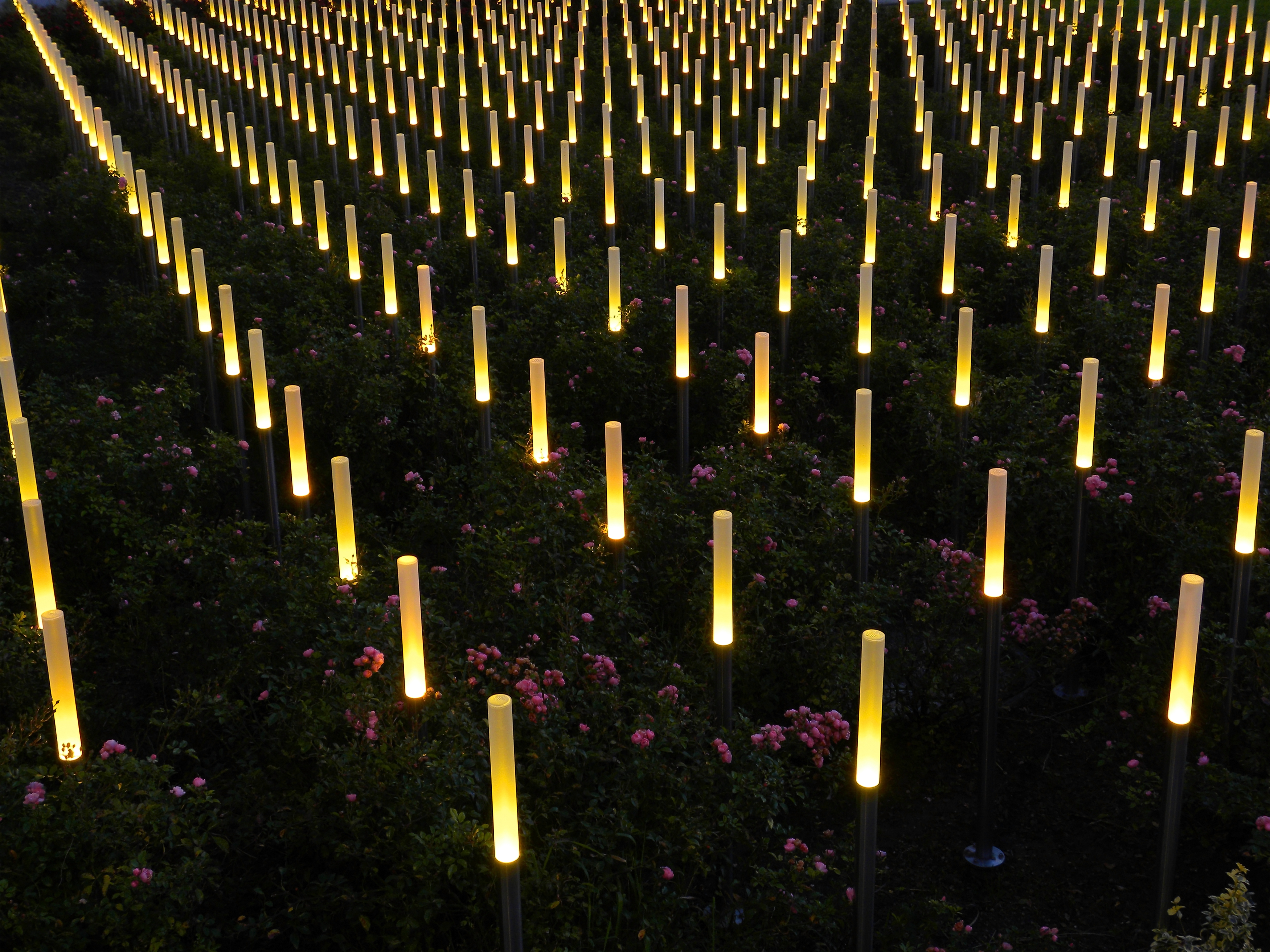
Die Lichtstelen bei Dunkelheit

### Gedenkort
Mit Bestattung der Überreste der unfreiwilligen Forschungsobjekte des Spiegelgrunds wurde 2002 eine Dauerausstellung zur nationalsozialistischen Medizin in Wien am ehemaligen Spiegelgrund am Steinhof, der heutigen Klinik Penzing, eingerichtet und Gedenktage abgehalten. Seit November 2003 erinnert ein Mahnmal in Form von Lichtstelen an die Ermordeten. Die Gestaltung beruht auf einem Konzept von Tanja Walter, damals Schülerin der Höheren Graphischen Bundeslehr- und Versuchsanstalt Wien 14. Für jedes in der Anstalt ausgelöschte Leben wurde dabei eine Lichtsäule aufgestellt, deren strenge Anordnung spiegelt die Situation der Kinder und Jugendlichen wider.

### Auseinandersetzung
2000 wurde der Dokumentarfilm Spiegelgrund von Angelika Schuster und Tristan Sindelgruber bei der Diagonale-Festival des Österreichischen Films uraufgeführt. Zahlreiche internationale Festivaleinladungen folgten, der Film wurde in mehreren Kinos gezeigt. Er löste eine intensive Diskussion über den beschämenden Umgang des offiziellen (Nachkriegs‑)Österreichs mit Opfern der NS-Kinder- und Jugendfürsorge sowie der NS-Euthanasie aus.
2005 inszenierte der Theaterregisseur Johann Kresnik das Schicksal der Kinder im Spiegelgrund am Wiener Volkstheater.
Waltraud Häupl dokumentierte 2006 in ihrem Buch, dass Patienten krank gemacht wurden, um natürliche Todesursachen wie etwa Lungenentzündung oder Darmentzündung attestieren zu können. Sie berichtet von Überdosierungen mittels Barbituraten, vor allem mit Phenobarbital. Diese Medikamente bewirkten das „Einschläfern“, also den Tod der Patienten. Häupl legt dar, dass Gehirne und andere Körperteile in Gläsern konserviert wurden und für wissenschaftliche Forschungen und Publikationen benutzt wurden, auch nach Kriegsende. Viele Dokumente hatte man vernichtet. Häupl dokumentiert in ihrer Publikation 788 Opfer namentlich.
Nikolaus Habjan brachte am 23. März 2012 im Wiener Schubert Theater das Puppentheaterstück „F. Zawrel – erbbiologisch und sozial minderwertig“ unter der Regie von Simon Meusburger auf die Bühne. Das Stück wurde in intensiver Zusammenarbeit mit Friedrich Zawrel, einem Überlebenden vom Spiegelgrund, von Habjan und Meusburger geschrieben.
2015 erschien der dokumentarische Roman "Die Erwählten" (schwedische Erstausgabe unter dem Titel "De utvalda", 2014) von Steve Sem-Sandberg auf Deutsch, der sich mit der an die Biographie von Friedrich Zawrel angelehnten Geschichte des fiktiven Adrian Ziegler mit der Euthanasie im Spiegelgrund auseinandersetzt. Weitere Personen, z. B. Ärzte und Krankenschwestern, tragen im Roman ihre realen Namen.

## Heute
Heute befindet sich im Gebäudekomplex des Otto-Wagner-Spitals die Klinik Penzing.